# Antiparos
Antiparos (em grego:  Αντιπαρος) é uma ilha das Cíclades, Grécia, próxima de Paros. A cidade principal é Antiparos ou Castro na ponta norte-oriental da ilha. Está separada da ilha Despotico, a sudoeste, por um canal. Tem uma famosa caverna com estalactites.
A altitude máxima é Profitis Ilias (301 m) (face aos 193 m em Despotico). Despotico tem, a sudoeste, a ilha de Strongoli ou Strogilo. A norte de Antiparos encontram-se as ilhas de Cavuras e Dipla.
O seu nome clássico era Olíaro (em latim: Oliarus) e era nesta ilha, segundo Heráclides de Cime, que se teria estabelecido uma colónia fenícia de Sídon. A sua história foi sempre coincidente com a de Paros.

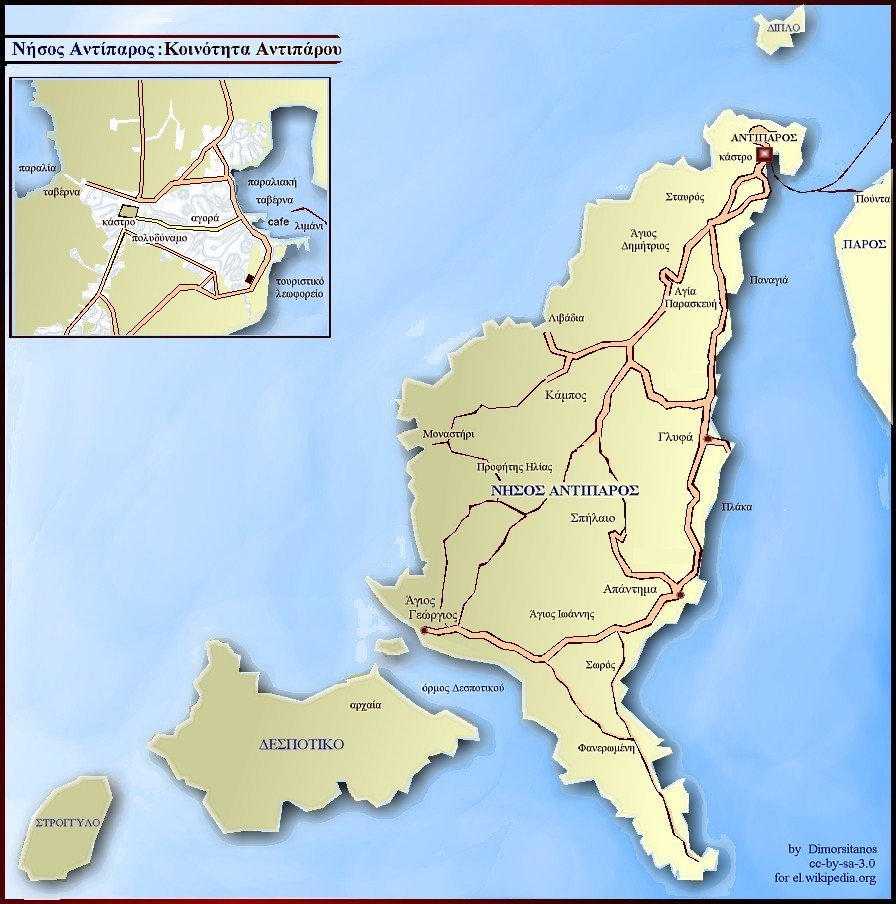
Mapa de Antiparos